# Nassarius persicus
Nassarius persicus is een slakkensoort uit de familie van de Nassariidae. De wetenschappelijke naam van de soort is voor het eerst geldig gepubliceerd in 1936 door Cox.